# Serge Jaroff
Serge (Alexis) Jaroff (en russe : Сергей Алексеевич Жаров) (Makariev, Oblast de Kostroma, 20 mars 1896 - Lakewood (New Jersey), 9 octobre 1985) était chef d’orchestre, chef de chœur et compositeur russe. Il a été le fondateur et le chef d’orchestre et le compositeur du Chœur des Cosaques du Don de Serge Jaroff pendant 60 ans.
Jaroff fit ses études à l’École Synodale Moscovite pour chant choral et a été professeur de chant.
Il combattit les bolchéviks comme lieutenant cosaque lors de la Guerre Civile Russe. En 1920 la division cantonnée au bords du Don fut chassée vers la Crimée. De là ils furent évacués à Tchataldy, un camp d’internement aux environs de Constantinople (maintenant Istanbul).
En janvier Jaroff forma un chœur avec les militaires exilés. La plupart des chanteurs, qui ont chanté plus tard dans le Chœur des Cosaques du Don, étaient d'anciens combattants du Don dès le début de la guerre en 1914. La troisième division du Don fut déplacée dans l’île grecque de Lemnos en mars 1921. Puis les troupes et les chanteurs furent embarqués pour Bourgas en Bulgarie. Là-bas le délégué russe demanda à Jaroff de participer avec son chœur aux services religieux. Puis le chœur fit ses débuts le 23 juin 1923 dans la cathédrale Alexandre-Nevski de Sofia. Le chœur se composait de 32 chanteurs professionnels. Ensuite la chorale fut invitée à venir chanter à Montargis mais s’arrêta à Vienne faute d’argent.

## Vie postérieure
La dernière grande tournée se déroula pendant dans période de 1978 à 1979, mais Jaroff continua à travailler comme chef d’orchestre aux États-Unis jusqu’en 1981. Le 20 mars 1981 il rendit les droits de son chœur à son ami et manager Otto Hofner. En 2001 Hofner céda à son tour les droits de la chorale à Wanja Hlibka, le soliste cadet du chœur de Jaroff.

## Vie personnelle
Jaroff se maria avec Neonila à Berlin. Ils eurent un fils, Aliosja, et vécurent à Lakewood, New Jersey où Jaroff décéda en 1985.
Il reçut en 1936 la nationalité américaine.

## Documents
- Koren, kerken en kozakken: Het bewogen leven van Michael Minsky. Amsterdam: VU Uitgeverij, 1997  (ISBN 90-5383-570-9)
- Emilian Klinsky. Vierzig Donkosaken erobern die Welt. S. Jaroff und sein Donkosakenchor. Matthes-Verlag, Leipzig 1933 (nouvelle édition : 2015).
- DVD film Don Cossack Choir Serge Jaroff, brilliantclassics nr. 8892